# Kyle Chipchura
Kyle Douglas Glen Chipchura, född 19 februari 1986 i Westlock, Alberta, är en kanadensisk professionell ishockeyspelare som spelar för Arizona Coyotes i NHL. Han har tidigare spelat för NHL-lagen Montreal Canadiens och Anaheim Ducks.
Chipchura valdes av Montreal Canadiens som 18:e spelare totalt i 2004 års NHL-draft.

## Klubbar
- Spruce Grove Broncos, AMBHL – 1999–2001
- Fort Saskatchewan R.Mdgt AAA, AMBHL – 2001–02
- Prince Albert Raiders, WHL – 2002–2006
- Hamilton Bulldogs, AHL – 2006–2009
- Montreal Canadiens – 2007–2010
- Anaheim Ducks 2010–11
- Phoenix Coyotes 2011–